# New Hempstead
New Hempstead es una villa ubicada en el condado de Rockland en el estado estadounidense de Nueva York. En el año 2000 tenía una población de 4,767 habitantes y una densidad poblacional de 648 personas por km². New Hempstead se encuentra ubicada dentro del pueblo de Ramapo.

## Geografía
New Hempstead se encuentra ubicada en las coordenadas 41°8′45″N 74°2′48″O / 41.14583, -74.04667. Según la Oficina del Censo, la ciudad tiene un área total de 7,4 km² (2,9 mi²), de la cual 7,4 km² (2,9 mi²) es tierra y 0 km² (0 mi²) (0%) es agua.

## Demografía
Según la Oficina del Censo en 2000 los ingresos medios por hogar en la localidad eran de $95,472, y los ingresos medios por familia eran $100,127. Los hombres tenían unos ingresos medios de $64,013 frente a los $44,028 para las mujeres. La renta per cápita para la localidad era de $32,917. Alrededor del 4.2% de la población estaban por debajo del umbral de pobreza.